# Hippolyte-Marie-Guillaume Piré
Hippolyte-Marie-Guillaume de Rosnyvinen, conte Piré (n. 31 martie 1778, Rennes, Franța – d. 20 iulie 1850, Paris, Franța)) a fost un general francez. Provenind dintr-o veche familie nobilă din Bretania, Piré a fost inițial contra-revoluționar și susținător al Bourbonilor, pe care i-a însoțit în exil, înainte de a se întoarce în Franța, în 1805, pentru a-l servi pe Napoleon I. Remarcabil comandant de cavalerie, Piré va participa cu distincție la unele dintre cele mai importante bătălii ale Imperiului: Austerlitz, Jena, Eylau, Friedland și Waterloo. În 1808, la Somosierra, generalul a comandat formidabila șarjă a escadroanelor lăncierilor polonezi, care au pus pe fugă întreaga armată spaniolă.
1. ↑  Hippolyte Marie Guillaume Rosnyvinen comte de pire de, Baza de date Léonore, accesat în 9 octombrie 2017